# Cuachicqueh
Die Cuachicqueh waren ein aztekischer Kriegerbund.
Er war einer von zwei durch bestimmte Merkmale definierten Männerbünde und ließ sich nur durch wenige Merkmale von dem der Otomí unterscheiden. Die Aufnahmebedingungen dieses Bundes waren ein solches Merkmal. Um ein Cuachic (Singular von Cuachicqueh) zu werden, musste ein Krieger 20 Gefangennahmen vorweisen, die größtenteils in den prestigeträchtigen Kriegen mit Huexotzinco erfolgen mussten. Die Frisur dieser Elitekrieger war ein weiteres Charakteristikum für sie und zugleich ihr Namensgeber. Cuachicqueh heißt im Deutschen „Die Kahlgeschorenen“. Generell waren die Haartrachten bei den Azteken Statussymbole und je kürzer die Haare eines Kriegers waren, umso erfolgreicher war ihr Träger im Krieg gewesen.